# Maria Soteras i Maurí
Maria Assumpta Soteras i Maurí (Barcelona, 4 de desembre de 1905 - Ciutat de Mèxic, 9 de març de 1976) fou una jurista catalana.

## Biografia
Maria Assumpta Joana Paulina Soteras i Maurí fou filla d'Agustina Maurí i Poal, natural de Terrassa, i de Salvador Soteras i Taberner, natural de Madrid, de professió arquitecte. Va ser la primera dona que es llicencià en Dret a la Universitat de Barcelona, i la primera dona membre del Col·legi d'Advocats de Barcelona, el 1927. Va néixer al carrer de la Boqueria, 1, 2n, de Barcelona. El curs 1920-1921 es matriculà a Filosofia i Lletres, però va abandonar els estudis escollits inicialment i el curs següent es va inscriure a la Facultat de Dret. Un cop llicenciada el 1927, va muntar despatx amb el també advocat Antoni Vilalta Vidal, amb el qual es va casar el 7 de maig de 1931. Vilalta va tenir un protagonisme destacat en els sectors de l'esquerra catalana. L'any 1932 va néixer la seva filla Maruxa Vilalta Soteras, i dos anys després, es van exiliar a París, arran dels fets del 34 a Barcelona. Tornaren a Barcelona l'any 1935.
A la fi de la Guerra Civil, el Tribunal de Responsabilitats Polítiques va incoar un expedient contra Maria Soteras, acusada de “conducta detestable respecto al GMN (Glorioso Movimiento Nacional) siendo de ideas izquierdistas y militando en el partido Esquerra Catalana… no ejercía su profesión dedicándose exclusivamente y con gran anhelo a la propaganda rojo-marxista”. A més d'acusacions ideològiques, es feia constar que ella i el seu marit havien regalat una casa i 173.000 pessetes, a “los rojos de Cataluña”.
Maria Soteras es va exiliar a Mèxic. A la ciutat de Mèxic DF van fundar amb el seu marit el Bufete Internacional, i van tornar a exercir la seva professió d'advocats especialitzats en Dret Penal i Civil. A Mèxic Maria es va trobar amb altres advocades exiliades, com Maria Lluïsa Algarra, que en aquells moments es dedicava a escriure guions radiofònics i cinematogràfics, i amb Marta Dutrem.

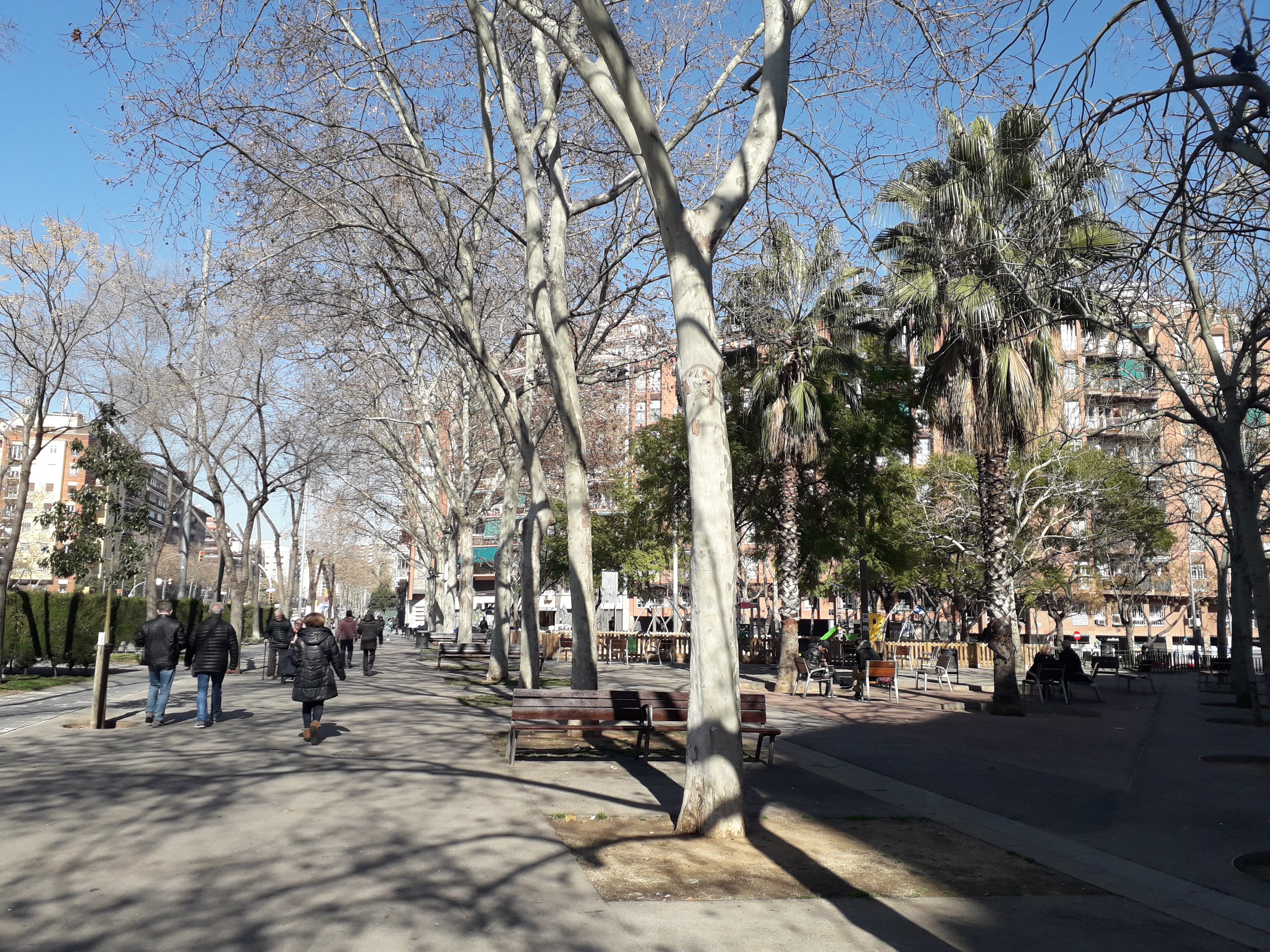
Jardins de Maria Soteras, a Barcelona

El 9 de març de 1976 Maria Soteras Maurí va morir d´una pulmonia a la ciutat de Mèxic.

## Reconeixement i memòria
El març de 2019 la Sala de Juntes de la Facultat de Dret de la Universitat de Barcelona rebia el nom de la primera llicenciada en Dret d'aquella Facultat, l'any 1927, l'advocada Maria Soteras Maurí.
Uns jardins del barri de Navas, al districte de Sant Andreu de Barcelona, amb una àrea de joc infantil entre els carrers d'Espronceda, Josep Estivil i l'avinguda Meridiana, reben el seu nom.